# Epidendrum veroscriptum
Epidendrum veroscriptum är en orkidéart som beskrevs av Eric Hágsater. Epidendrum veroscriptum ingår i släktet Epidendrum och familjen orkidéer. Inga underarter finns listade i Catalogue of Life.